# Líza je cvalík
Líza je cvalík (v anglickém originále Lisa's Belly) je 5. díl 33. řady (celkem 711.) amerického animovaného seriálu Simpsonovi. Scénář napsala Juliet Kaufmanová a díl režírovala Timothy Bailey. V USA měl premiéru dne 24. října 2021 na stanici Fox Broadcasting Company a v Česku byl poprvé vysílán 22. února 2022 na stanici Prima Cool.

## Děj
V opuštěné části akvaparku Tiché řeky (dříve Řvoucí řeky) se Bart a Líza nakazí podivnou infekcí, která vyžaduje léčbu steroidy, jež způsobí zvýšení hmotnosti obou potomků. O čtyři týdny později, první školní den, Marge Lízu nazve „cvalíkem“, což v ní vyvolá nejistotu ohledně její váhy. Marge vezme Lízu do nákupního centra, kde si vybírá oblečení pro návrat do školy, aby se cítila lépe. Později Marge vysloví slovo „zeštíhluje“ o šatech, které si v obchodě zkouší, čímž se slovo „cvalík“ v Lízině mysli ještě zvětší. Líza se v obchodě chová velmi podrážděně, a tak ji Marge odvede.
Homer se Lízy zeptá, co se děje, a ta se mu svěří. Homer se rozhodne, že osloví Patty a Selmu. Líziny tety se pokusí své neteři pomoct, aby si Líza z urážek nic nedělala. Poté se Marge Líze omluví, dodává, že když už nebere steroidy, tak z ní bude „normální“ a „dokonalá“ holčička, čímž se slovo „cvalík“ v Lízině mysli zvětší a způsobí jí další frustraci. V obchodě s hudebními nástroji Luann pomůže Marge a dá jí tip na hippoterapeutku jménem Dr. Wendy Sageová, která podstoupila mastektomii a rozhodla se nepodstoupit operaci na rekonstrukci prsou.
Líza a Marge tedy navštíví Sageovou, která aplikuje hypnoterapii a přenese je do Líziny mysli. Vidí slovo „cvalík“, které zabírá velký prostor Líziny mysli. Poté se přenesou do mysli Marge, kde zjistí, že jí matka Marge v dětství řekla zraňující slovo „fádní“. Toto slovo jí v hlavě zůstalo po celá léta. Marge si uvědomí svou chybu a spolu s Lízou si vyznají si lásku, čímž se slova „cvalík“ a „fádní“ zmenší.
Mezitím, když si Jimbo, Dolph a Kearney při basketbalu všimnou, že má Bart svaly, vezmou ho do podzemního místnosti ve škole, kde ho učí posilování. Když Bart později vidí, že se zde kluci poflakují se svými přítelkyněmi, cítí se zrazen, uteče z místnosti a jde si hrát ven s míčem s dětmi.
Během titulků je ukázáno, že v hlavách všech ostatních jsou slova.

## Přijetí

### Sledovanost
Ve Spojených státech díl během premiéry sledovalo 1,83 milionu diváků.

### Kritika
Kritik Tony Sokol z webu Den of Geek udělil epizodě čtyři z pěti hvězdiček a uvedl: „Díl Líza je cvalík funguje, protože jeho uzdravení a přijetí přichází z těch nejnepravděpodobnějších míst. Homer, Patty a Selma jsou takoví, jací jsou, a je jim jedno, jak je vidí ostatní. To je cenné a poselství z jejich strany je mnohem účinnější. Jedná se o velmi milou a dospělou epizodu.“.
Marcus Gibson z Bubbleblabberu ohodnotil díl Líza je cvalík osmi body z deseti a uvedl: „Celkově lze říci, že Líza je cvalík pokračuje v silné stránce seriálu, kterou je přinášení humorných, ale přitom srozumitelných příběhů, které se zabývají aktuálními problémy. Jedná se o další díl, jenž poskytl zdravou rovnováhu mezi komedií a dramatem, pokud jde o zobrazení skutečných problémů a duševního zdraví. Žádné množství škodlivých slov nemůže zastavit hladké plynutí této řady.“.
V tomto dílu se poprvé vyskytla postava doktorky Wendy Sageové, která u fanoušků získala pozitivní ohlasy.